# Tekamah
Tekamah é uma cidade localizada no estado americano de Nebraska, no Condado de Burt.

## Demografia
Segundo o censo americano de 2000, a sua população era de 1892 habitantes.
Em 2006, foi estimada uma população de 1788, um decréscimo de 104 (-5.5%).

## Geografia
De acordo com o United States Census Bureau, a localidade tem uma área de 3,3 km², sem área coberta por água. Tekamah localiza-se a aproximadamente 320 m acima do nível do mar.

## Localidades na vizinhança
O diagrama seguinte representa as localidades num raio de 24 km ao redor de Tekamah.